# Abborrtjärnen (Sorsele socken, Lappland, 729522-155349)
Abborrtjärnen är en sjö i Sorsele kommun i Lappland och ingår i Umeälvens huvudavrinningsområde. Sjön har en area på 0,125 kvadratkilometer och ligger 551,2 meter över havet. Abborrtjärnen ligger i Vindelälven Natura 2000-område.

## Delavrinningsområde
Abborrtjärnen ingår i det delavrinningsområde (729257-156046) som SMHI kallar för Utloppet av Storvindeln. Medelhöjden är 426 meter över havet och ytan är 218,76 kvadratkilometer. Räknas de 187 avrinningsområdena uppströms in blir den ackumulerade arean 2 899,52 kvadratkilometer. Vindelälven som avvattnar avrinningsområdet har biflödesordning 2, vilket innebär att vattnet flödar genom totalt 2 vattendrag innan det når havet efter 330 kilometer. Avrinningsområdet består mestadels av skog (70 procent). Avrinningsområdet har 53,28 kvadratkilometer vattenytor vilket ger det en sjöprocent på 24,3 procent.